# 2MASS J21392676+0220226
2MASS J21392676 + 0220226 là một sao lùn nâu cách Trái Đất 47 năm ánh sáng. Bề mặt của nó được cho là chủ nhà của một cơn bão lớn. Nó được phát hiện trong Khảo sát Hai Micron All-Sky (2MASS).